# The Beyoncé Experience Live
The Beyoncé Experience Live представља други узастопни live албум поп певачице Бијонсе Ноулс, издат 16. новембар 2007.

## Списак песама
| DVD 1. Intro (The Beyoncé Experience Fanfare) 2. "Crazy in Love" (Crazy Mix) 3. "Freakum Dress" 4. "Green Light" 5. "Baby Boy" (Reggae Medley) 6. "Beautiful Liar" 7. "Naughty Girl" 8. "Me, Myself and I" 9. "Dangerously In Love" (He Loves Me Mix) 10. "Flaws and All" 11. DC Medley (Cops and Robbers Intro) 12. "Independent Women Part I" 13. "Bootylicious" 14. "No No No Part 2" 15. "Bug a Boo" (H-town Screwed Down Mix) 16. "Bills, Bills, Bills" 17. "Cater 2 U" 18 "Say My Name" 19. "Jumpin' Jumpin'" 20. "Soldier" (Soldier Boy Crank Mix) 21. "Survivor" (Destiny's Child Reunion) 22. "Speechless" 23. "Ring the Alarm" Intro Skit (Jailhouse Confessions) 24. "Ring the Alarm" 25. "Suga mama" 26. "Upgrade U" (feat. Jay-Z) 27. "'03 Bonnie & Clyde" (Beyoncé's Prince Mix) 28. "Check on It" (Special Tour Ver.) 29. "Déjà vu" 30. "Get Me Bodied" 31. "Welcome to Hollywood" 32. Deena/DreamGirls 33. "Listen" 34. "Irreplaceable" 35. Beyoncé B'Day Surprise - Cechy specjalne: 1. Interaktywny Jukebox | Audio Disk 1. "Crazy in Love" — 5:30 2. "Freakum Dress" — 4:00 3. "Green Light" — 3:36 4. "Baby Boy" — 4:22 5. "Beautiful Liar" — 2:30 6. "Naughty Girl" — 3:35 7. "Me, Myself and I" — 3:12 8. "Dangerously in Love 2" — 6:59 9. "Flaws and All" — 4:23 10. "Destiny's Child Medley" (gościnnie Kelly i Michelle) — 19:47 11. "Speechless" — 3:35 12. "Ring the Alarm" — 2:41 13. "Suga Mama" — 3:08 14. "Upgrade U" (gościnnie Jay-Z) — 4:30 15. "Bonnie and Clyde" — 1:35 16. "Check on It" — 1:55 17. "Déjà Vu" — 3:03 18. "Get Me Bodied" — 5:14 19. "Welcome To Hollywood" — 2:31 20. "Dreamgirls Medley" — 5:08 21. "Irreplaceable" — 7:37 Live Instrumentals Audio Disk 1. "Speechless" — 4:11 2. "Ring the Alarm" — 7:03 3. "Suga Mama" — 2:41 4. "Upgrade U" — 4:19 5. "Bonnie and Clyde" — 1:30 6. "Check on It" — 0:27 7. "Déjà Vu" — 2:48 8. Band Jam — 4:09 9. "Get Me Bodied" — 5:05 10. "Welcome To Hollywood" — 2:12 11. "Deena/Dreamgirls" — 2:11 12. "Listen" - 3:07 13. "Irreplaceable" — 12:54 Japoński bonus na CD 1. "Krazy In Love (Rockwilder Remix)" 2. "Baby Boy (Junior Vasquez Club Anthem Remix)" 3. "Naughty Girl (Caldelone Quayle Club Mix Edit)" 4. "Me, Myself and I (Bama Boy Sexy Remix)" 5. "Green Light (Freemasons Remix)" 6. "Ring The Alarm (Tranzformas Remix)" gościnnie Collie Buddz 7. "Déjà Vu Vu (Freemasons Radio Mix)" gościnnie Jay-Z 8. "Get Me Bodied (Timbaland Remix)" gościnnie Voltio 9. "Irreplaceable (DJ Speedy Remix)" 10. "World Wide Woman" 11. "ChampagneChroniKnightCap" by Solange Knowles |